# Shirk
En el Islam, shirk es la idolatría y el politeísmo, los cuales son considerados como heréticos.
El Corán enfatiza que Dios no comparte sus atribuciones con ningún intermediario (sharik) y advierte que aquellos que crean en ídolos, serán severamente condenados el Día del Juicio. 
Lo anterior incluye los que dicen que Dios carece de algún atributo o partícula.
El concepto de shirk se ha expandido considerablemente a través de la evolución dogmática del Islam y ha venido usándose como lo opuesto a tawhid (la unicidad de Dios). La palabra shirk viene de la raíz árabe š-R-K (ش ر ك), con el significado general de "compartir". En el contexto del Corán, se suele entender en el sentido particular de "compartir como un socio igualitario", por lo que el politeísmo significa "atribuir un socio a Alá". En el Corán, la palabra "shirk" y la palabra conexa mušrikūn (مشركون) -los que cometen "shirk" y conspiran contra el islam- suelen referirse a los enemigos del islam.
Diferentes grados de shirk han sido señalados mediante la Ley islámica, entre los cuales se encuentran la creencia en la superstición, la adoración de objetos (por ejemplo, rendir honor a los santos) y la fe en aquellos que profesan conocer el futuro, aunque todo esto carece de importancia ante la gravedad del politeísmo.

## Interpretación Teológica
Los filósofos medievales musulmanes y judíos identificaron la creencia en la Trinidad con la herejía de shirk, en árabe, (o shituf en hebreo), que significa "asociacionismo", en la limitación de la infinidad de Dios al asociar su divinidad con la existencia física.
El ateísmo se describe como shirk porque niega la posición de Alá como único creador y sustentador del universo, y los musulmanes que declaran ser ateos están siendo castigados en los países musulmanes.  De la misma manera, el acto de eludir se extiende para incluir cosas como la noción de que Dios posee cualidades antropomórficas similares a las del ser humano, así como actos de culto o piedad cuyo objetivo interior es el orgullo, el capricho o el deseo de admiración pública, aunque la oración pública es un aspecto islámico fundamental de la fe, alentado y apoyado en el Corán.
El estatus del Pueblo del Libro (ahl al-kitab), particularmente los judíos y los cristianos, con respecto a las nociones islámicas de incredulidad no está claro. Charles Adams escribe que el Corán reprocha al Pueblo del Libro por rechazar el mensaje de Mahoma cuando deberían haber sido los primeros en aceptarlo como poseedores de las revelaciones anteriores, y señala a los cristianos por ignorar la evidencia de la unidad de Dios.  El versículo coránico Al-Ma'idah 5:73: ("Ciertamente no creen [kafara], que dicen: Dios es el tercero de tres"), entre otros versículos, se ha entendido tradicionalmente en el islam como un rechazo de la doctrina de la Trinidad cristiana, aunque la erudición moderna ha sugerido interpretaciones alternativas. Otros versículos coránicos niegan rotundamente la deidad de Jesucristo, hijo de María y reprochan a las personas que tratan a Jesús como igual a Dios como incrédulos que estarán condenados al castigo eterno en el infierno. El Corán tampoco reconoce el atributo de Jesús como Hijo de Dios o Dios mismo, respeta a Jesús como profeta y mensajero de Dios enviado a los hijos de Israel.  Algunos pensadores musulmanes como Mohamed Talbi han visto las presentaciones coránicas más extremas de los dogmas de la Trinidad y la divinidad de Jesús como fórmulas no cristianas que fueron rechazadas por la Iglesia.

### El Wahabismo
Mientras que algunos sostienen que solo hay un tipo de shirk, el salafismo / wahabismo ha clasificado el shirk en dos categorías:
- El Gran Shirk (Shirk-al-Akbar), Abierto y Aparente
- Shirk menor (Shirk-al-Asghar), Escondido u Oculto

El "Gran Shirk" o "Shirke-al-Akbar" significa politeísmo abierto. El wahabismo describe al gran shirk en dos formas:
- Asociar a cualquiera con Alá Taala como su socio (creer en más de un dios).

- Asociar los atributos de Alá con alguien más. (Atribuir, considerar o representar el conocimiento o el poder de Alá a los de cualquier otra persona)

Otras interpretaciones también derivadas del Corán y de la tradición profética (Sunnah) dividen la evasión en tres categorías principales. La evasión puede ser cometida actuando contra los tres diferentes.

El "Shirk Menor" o "Shirke-e-Asghar" significa politeísmo oculto. Una persona comete politeísmo oculto cuando profesa tawhid (no hay dios excepto Alá) pero sus pensamientos y acciones no reflejan su creencia. 
   "Quien ofrece las oraciones rituales de una manera ostentosa es un politeísta. Alguien que mantiene el ayuno, da limosnas o realiza el Hayy para mostrarle al público su justicia o para ganarse un buen nombre es un politeísta".
   - Sayyed Qasim Mujtaba Moosavi Kamoonpuri
Mahmud ibn Lubayd informó: "El mensajero de Alá dijo: 'Lo que más temo es Ash-Shirk al-Asghar'".
   Los compañeros preguntaron: "Oh, mensajero de Allah, ¿qué es eso?"
   Él respondió: "Ar-Riya (presumiendo), porque en verdad Alá dirá en el Día de la Resurrección cuando las personas reciban sus recompensas, 'Ve a aquellos por quienes estabas presumiendo en el mundo material y ve si puedes encontrar alguno. recompensa de ellos ".
Mahmud ibn Lubayd también dijo: "El Profeta salió y anunció: '¡Oh gente, tengan cuidado con Shirk secreto!'"
   La gente preguntó: "¡Oh, mensajero de Allah! ¿Qué es el secreto Shirk?"
   Él respondió: "Cuando un hombre se levanta para rezar y se esfuerza por embellecer su oración porque la gente lo está mirando; eso es Shirk secreto".
Umar Ibn Al-Khattab narró que el Mensajero de Allah dijo: "Quien jura por alguien que no sea Allah ha cometido un acto de kufr o shirk". Según Muhammad ibn Abd al-Wahhab, Ibn Mas'ood, uno de los compañeros de Muhammad, dijo: "Es más preferible que yo jure por Alá sobre una mentira que otro sobre la verdad".